# 上腕三頭筋
上腕三頭筋（じょうわんさんとうきん、英語: triceps brachii muscle）は人間の上肢の筋肉。腕を伸ばした時によく浮き出る筋肉である。
三頭の名の通り起始部が長頭と内側頭、外側頭にわかれている。長頭は肩甲骨関節下結節から起こり、大円筋と小円筋の間を下行する。内側頭は上腕骨の橈骨神経溝の下外側方から起こる。外側頭は上腕骨の橈骨神経溝の上外側方に接して線状に起こる。この3頭が合して、尺骨肘頭に停止する。
支配神経は腕神経叢の後神経束の枝である橈骨神経である。
作用としては肘の伸展を行う。長頭は上腕を伸展および内転する。伸展時には肘筋と共に協調して働くが、純粋に肘の伸展をする主動作筋は肘筋である。前腕伸展位の拮抗筋は上腕二頭筋となる。前腕の回内は円回内筋、方形回内筋などと協調して働く。
ボディビルなどで、上腕部のトレーニングを行う際には、つい上腕二頭筋（いわゆる力こぶ）ばかりに集中しやすいが、筋肉全体の太さだけで言えば上腕三頭筋の方が太いため、こちらを鍛える方が、より太い腕にする近道であるといえる。
犬の上腕三頭筋は上記の3頭と副頭の4頭から成る。